# 慈溪博物馆
30°12′11.47″N 121°16′25.88″E / 30.2031861°N 121.2738556°E
慈溪博物馆，又名慈溪市博物馆，是中国浙江省慈溪市一座博物馆，创办于1998年11月，为国家三级博物馆，也是慈溪市首家博物馆。慈溪博物馆展览内容为慈溪人文、历史和地方文物，展出重点为慈溪的青瓷文化、围垦文化、移民文化和慈孝文化。2019年8月，位于科技路909号慈溪市文化商务区环创中心的新馆开馆，建筑面积1万平方米。

## 历史
慈溪市是河姆渡文化的发源地之一，也是越窑瓷器的重要产地和秘色瓷的出产地。慈溪博物馆旧馆位于寺山路352号，1994年5月30日开始筹建，始建于1996年6月28日，建筑完工于1997年1月28日，1998年11月8日对外开放，原中国科学院院长路甬祥为博物馆题名。旧馆建筑面积2000平方米，共分三层，其中一层为临展，二层为越窑青瓷陈列，三层则为博物馆馆藏精粹陈列。2019年8月，慈溪博物馆新馆在明月湖畔的慈溪市文化商务区科博中心开馆。新馆的展陈条件得到了较大提升，解决了旧馆馆藏条件差导致不少文物无法展出的问题，同时增设了历史场景还原和互动体验环节。

## 陈列

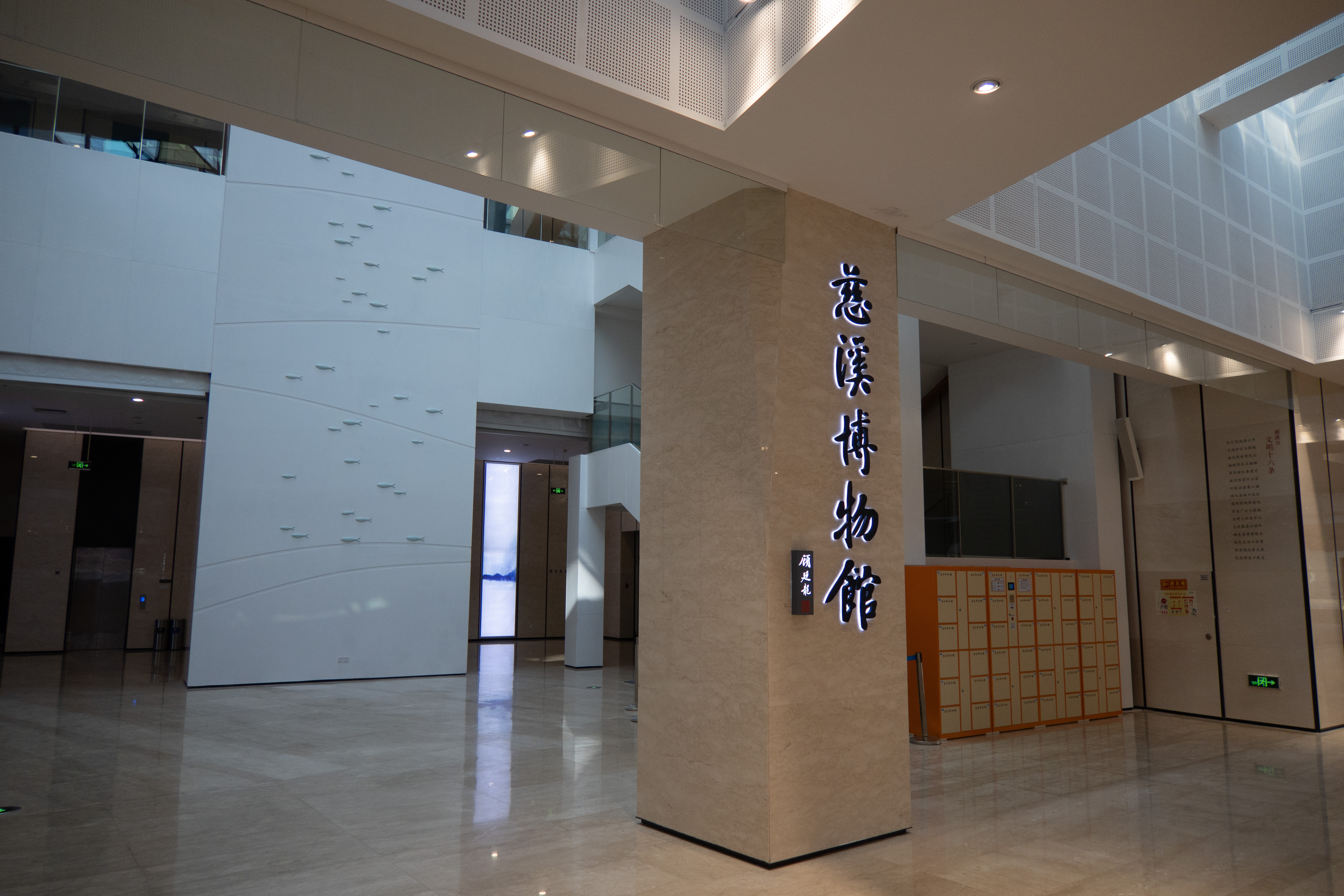
博物馆一层入口

慈溪博物馆新馆地处慈溪文化商务区，毗邻慈溪市科技馆、慈溪大剧院等文化设施。建筑建成于2018年，共有三层，设有三个常设展览。一层“百尺竿头 坐看云起”洪丕谟艺术馆展出慈溪籍书画家洪丕谟的生平、作品及收藏。二层“夺得千峰翠色来”越窑青瓷展厅展出以上林湖越窑遗址为代表的越窑青瓷的发展历史，包含瓷之乡、瓷之工、瓷之饰、瓷之贡、瓷之蕴、瓷之路六个部分。三层“捍海千年”慈溪历史展厅展出慈溪地方历史和相关人物，包含文明溯源、沧海桑田、风雷激荡、千年文脉、百业流风五个部分。除此之外，一层设置临展厅，举办特别展览。2019年特展““秘色在人间”曾汇集法门寺和吴越康陵等处出土的多件秘色瓷精品。

## 收藏
自开馆至2019年，慈溪博物馆共收藏文物3000余件，其中主要为越窑青瓷，此外也包含瓷器、金属器、古籍等藏品。藏品中的北宋越窑青瓷三足蟾蜍水注、南宋“隆兴通宝”金钱、春秋青铜宽援直内戈、西晋越窑青瓷堆塑罐为国家一级文物。

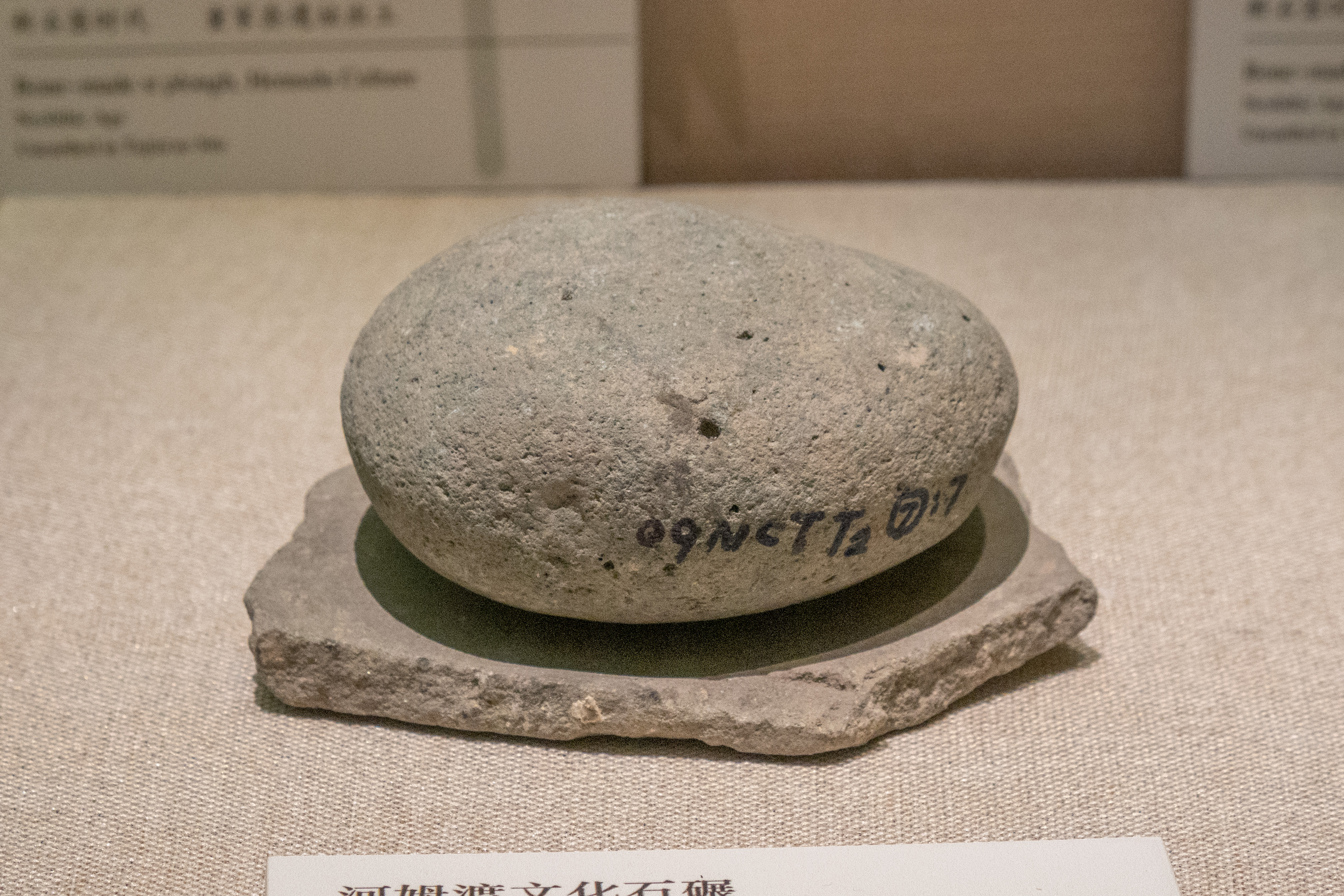
童家岙遗址出土河姆渡文化石碾
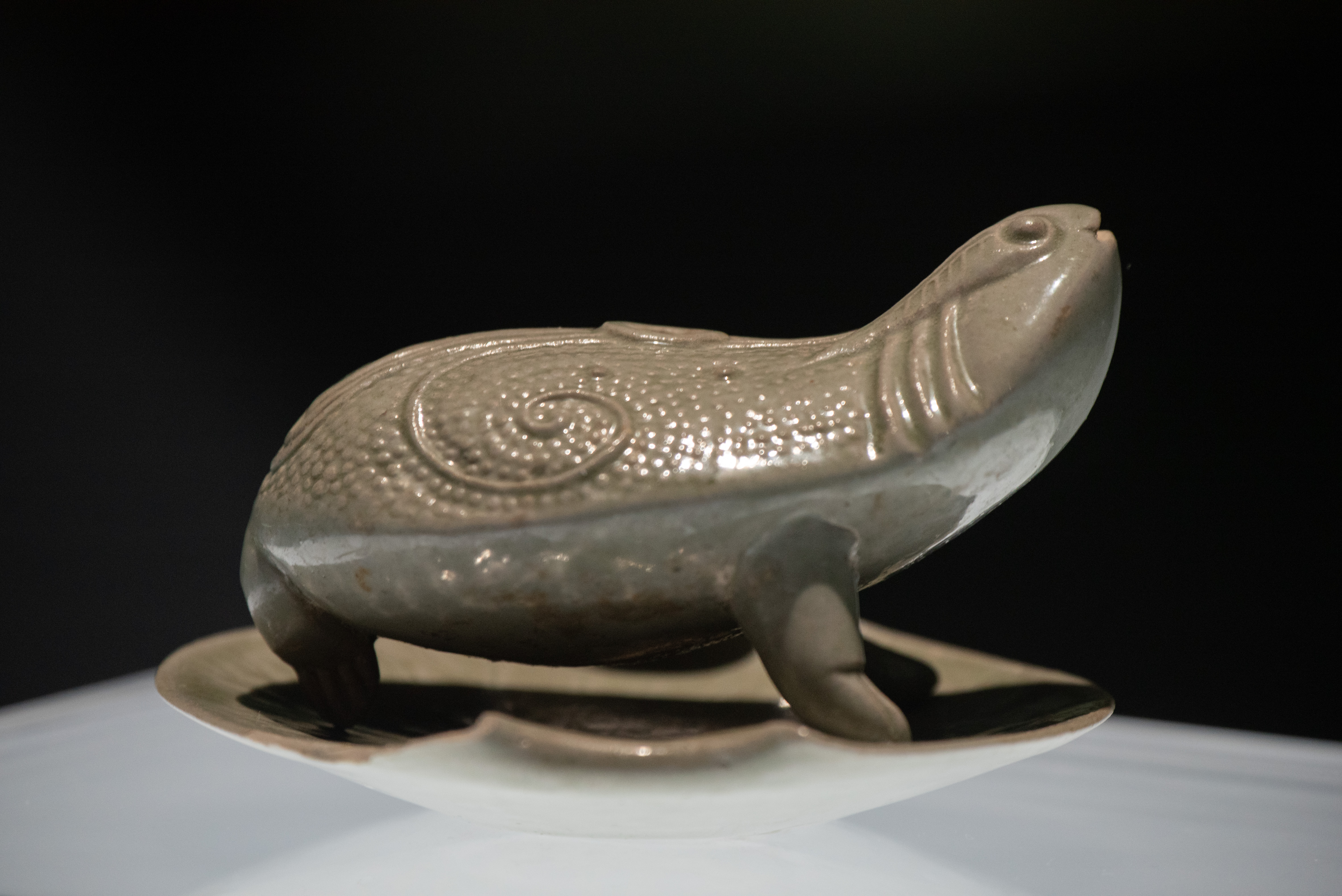
越窑青瓷蟾蜍水注
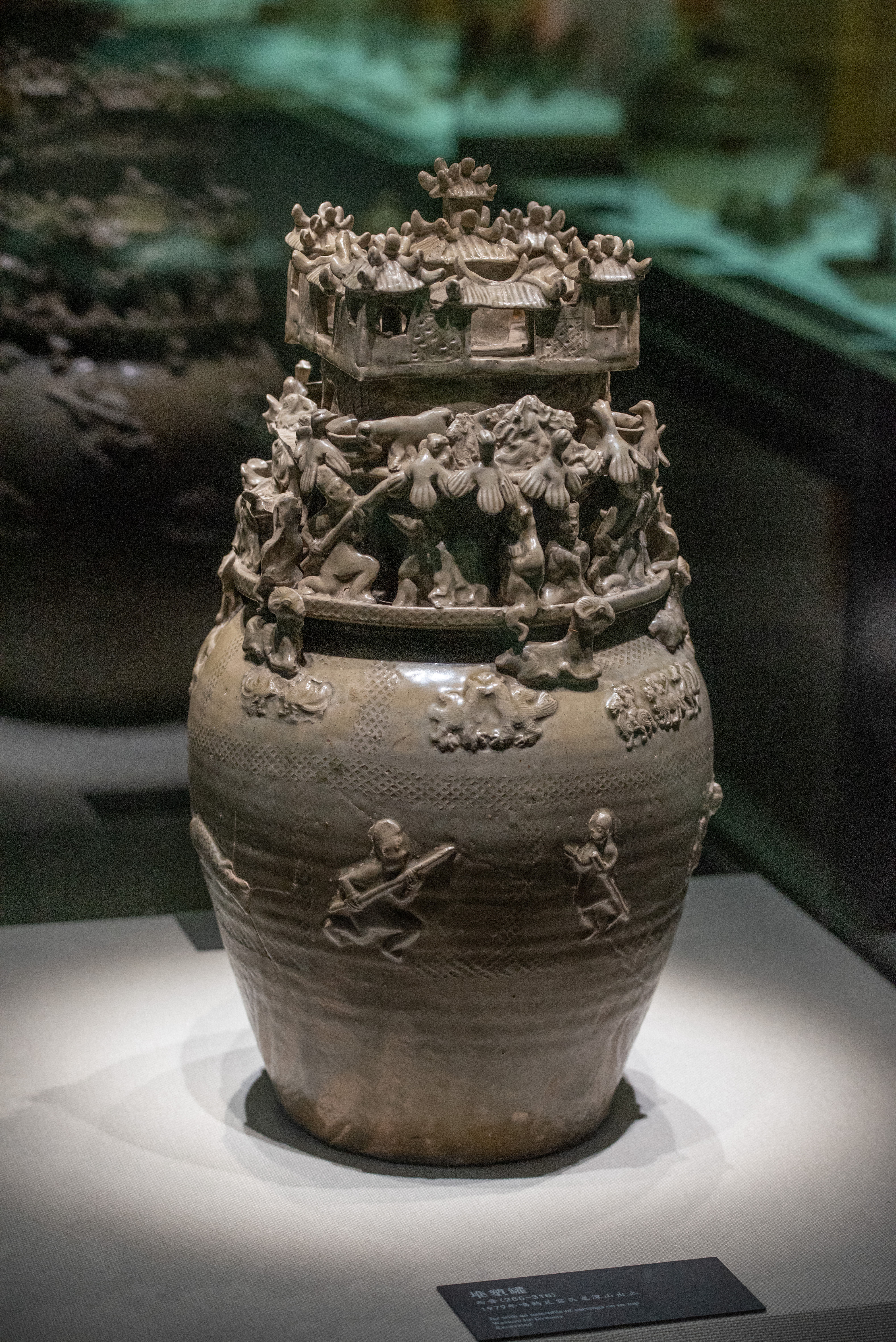
西晋堆塑罐
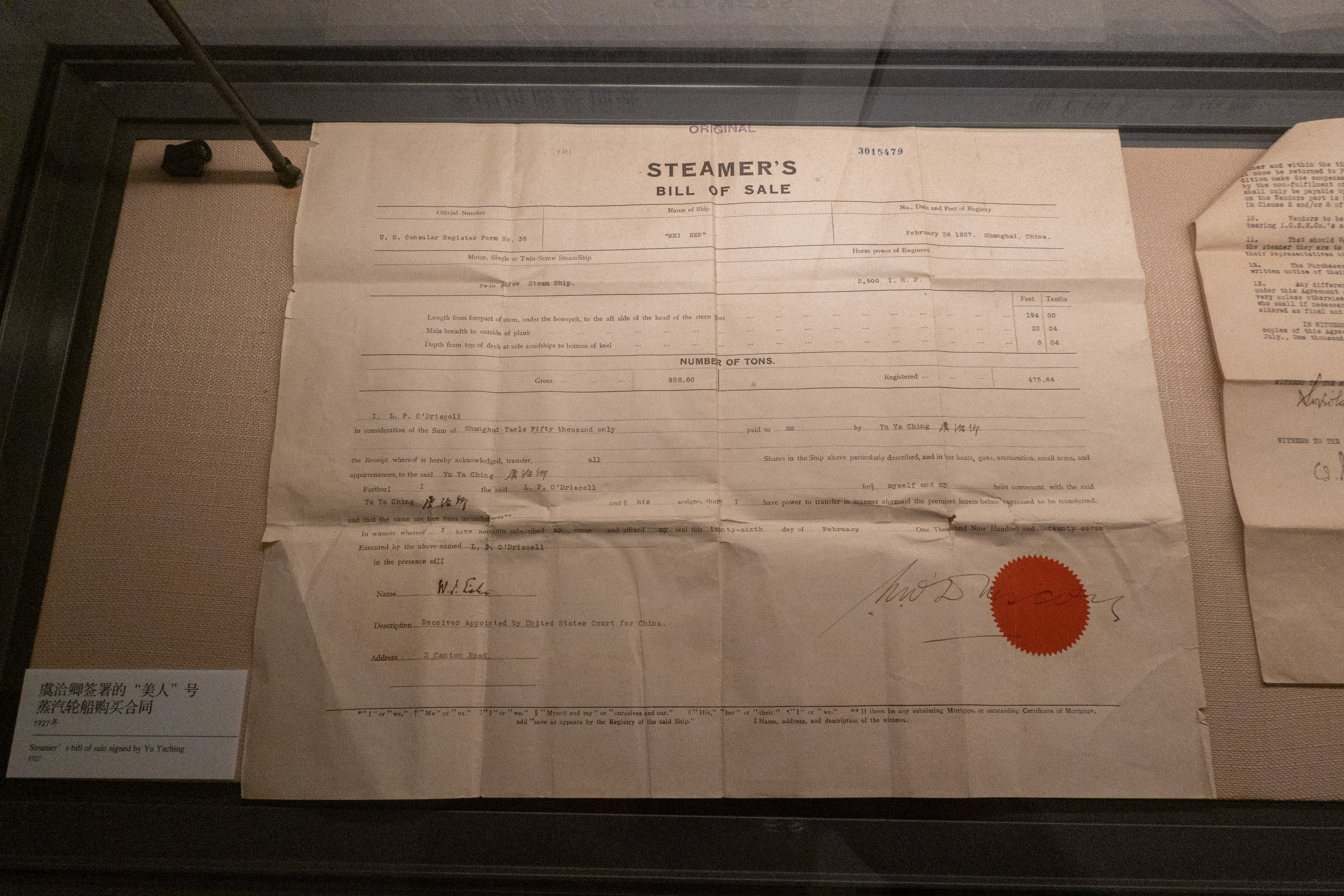
虞洽卿签署的“美人”号蒸汽轮船购买合同